# شيخبور (باليا)
شيخبور هي قرية في منطقة باليا، في أوتار براديش ، في الهند، (سابقًا في منطقة أعظم جاره [الإنجليزية]، في أوتار براديش).